# Варіс Брасла
Варіс Брасла (латис. Varis Brasla; *25 квітня 1939) — латвійський режисер театру і кіно.

## Біографія
Народився в Ризі, в сім'ї актора і режисера Жаніса Брасли і актриси Валії Брасли. Після закінчення школи в 1957 вступив до Ленінградського державного інституту театру, музики і кінематографії, який закінчив в 1962. Потім навчався в Москві на вищих курсах сценаристів і режисерів (1968). Був режисером (1962-1965) і головним режисером (1995-2000) Валміерського драматичного театру.
З 1965 на Ризькій кіностудії, асистент і другий режисер. Першою самостійною роботою став короткометражний фільм «Салат» (1971). Потім була робота над повнометражним фільмом «Соната над озером», спільно з режисером Гунарсом Цилінскісом.
У 1990-ті пробував свої сили в документальному кіно (фільм про актора Едуардса Павулса) і на телебаченні. Зробив серію уроків латвійської мови за участю театральних акторів.
Неодноразовий лауреат національної кінонагороди «Lielais Kristaps» («Великий Крістап»).
Одружений з акторкою Валміерського драматичного театру Візмою Калме.

## Фільмографія
- 1971 — Салатик
- 1976 — Соната над озером
- 1978 — Весняна путівка
- 1980 — «Побажай мені нельотної погоди»
- 1982 — Голова Тереона
- 1984 — Борг в любові
- 1985 — Витівки шибеника
- 1987 — Айя
- 1988 — Про любов говорити не будемо
- 1991 — Часи землемірів
- 1993 — Різдвяний переполох
- 2004 — Водяна бомба для кота-товстуна